# Hemmnisanalyse
Die Hemmnisanalyse ist ein Methodenbaustein zur Projektevaluation. 

## Die Hemmnisanalyse im weiteren Sinne
Bei größeren – oft innovativen – Projektvorhaben ist dem Projekt häufig kein dauerhafter Erfolg beschieden, weil äußere Rahmenbedingungen dem entgegenwirken. Es wird deshalb vorgeschlagen, bereits in der Entwicklungsphase die auftretenden Hemmnisse zu ermitteln und ihnen projektbegleitend entgegenzuwirken. Die Methode beruht auf dem Grundgedanken des Liebigschen Gesetzes, dass die am schwächsten entwickelte notwendige Bedingung den Gesamterfolg bestimmt. So hat sich denn für das Vorgehen der Begriff Hemmnisanalyse durchgesetzt, obwohl die Methode durchaus auch genutzt wird, positive Randbedingungen zu ermitteln und zu fördern. Die Randbedingungen können beispielsweise Strukturen von Entscheidungsprozessen oder personelle Bedingungen sein. Die Grundlage der Analyse ist die schriftliche und mündliche Befragung.

## Die Hemmnisanalyse im engeren Sinne
Besonders weitgehend ausgearbeitet und teilstandardisiert ist die Hemmnisanalyse bezüglich der Beschaffung umweltfreundlicher Produkte und Verfahren, so dass man in diesem Sinne von Hemmnisanalyse schlechthin spricht.
Die Hemmnisanalyse ermittelt die wahrgenommenen Hemmnisse, unabhängig davon, ob sie wirklich existieren oder nicht. Die Hemmnisse, die ein Entscheidungsträger sieht, beeinflussen seine Entscheidung. Deshalb können durchaus in gleichgelagerten Projekten unterschiedliche Entscheidungen gefällt werden, weil die jeweiligen Mitarbeiter eine andere Sicht auf die Dinge haben. Somit gibt es nicht Hemmnisse umweltfreundlicher Beschaffung ganz allgemein, vielmehr sind diese für die jeweilige Verwaltung spezifisch. Diese Spezifik wird über ein Self-Evaluation-Tool ermittelt. Es enthält die folgenden drei Schritte:

### Schritt 1
Teilnehmerauswahl und Durchführung der Befragung:
Es wird ermittelt, welche Personen unmittelbar oder mittelbar Einfluss auf den Beschaffungsprozess haben. Von diesen werden einige (mindestens fünf) ausgewählt, die einen Online-Fragebogen ausfüllen. Dabei geht es darum, die Auffassung der Teilnehmer zu ermitteln, auf welchen Ebenen hauptsächlich Entscheidungen über die umweltfreundliche Beschaffung getroffen werden und welche Ebene die umweltfreundliche Beschaffung besonders unterstützt. Es wird der persönliche Einfluss auf Beschaffungsentscheidungen erfragt, ferner der Kenntnisstand des Teilnehmers und seine Einstellung zur umweltfreundlichen Beschaffung ermittelt.

### Schritt 2
Identifikation und Bewertung der Hemmnisse umweltfreundlicher Beschaffung:
Die Fragebögen werden ausgewertet, die wahrgenommenen Hemmnisse werden visualisiert und nach ihrer Relevanz geordnet. Das soll später die Verwaltung unterstützen, bei der Überwindung der Hemmnisse von wesentlichen Faktoren auszugehen.

### Schritt 3
Interpretation der Ergebnisse und Ableitung von Strategien zum Umgang mit den Hemmnissen:
Für diesen Schritt wird ein Workshop empfohlen, der die am Beschaffungsprozess Beteiligten zusammenbringt. So können Lösungen diskutiert werden, die der Qualifizierung der einzelnen Verantwortungsträger dienen. Darüber hinaus werden Probleme der Struktur des Beschaffungsprozesses und seine Optimierung betrachtet.